# Angeliki Kanellopoulou
Angeliki Kanellopoulou (in greco Αγγελική Κανελλοπούλου?; Atene, 18 dicembre 1965) è un'ex tennista greca.

## Biografia
È la mamma di Maria Sakkarī a sua volta tennista professionista.

## Carriera
Ha rappresentato la Grecia in Fed Cup la prima volta nel 1981 e in dieci anni di partecipazioni ha vinto quindici incontri perdendone ventotto, durante le Olimpiadi di Los Angeles 1984 quando il tennis era solo uno sport dimostrativo ha raggiunto i quarti di finale.
Ai X Giochi del Mediterraneo ha vinto due medaglie per la nazione ellenica, l'argento nel singolare dove si è arresa a Conchita Martínez e l'oro nel doppio insieme a Olga Tsarbopoulou.
Nel circuito principale ha giocato la finale dell'Athens Trophy 1986 venendo sconfitta da Sylvia Hanika e nel 1988 la semifinale al Belgian Open eliminando a sorpresa la seconda testa di serie Katerina Maleeva sulla sua strada. Negli Slam si è avventurata in due occasioni al terzo turno del Roland Garros, nel 1985 sconfitta da Chris Evert e nel 1985 eliminata da Stephanie Rehe.